# Thomas Mayne Daly (père)
Pour les articles homonymes, voir Thomas Daly et Daly.
Thomas Mayne Daly (17 février 1827-4 mars 1885) est un homme politique canadien de l'Ontario. Il est député fédéral conservateur de la circonscription ontarienne de Perth-Nord de 1872 à 1874.
Il est également député provincial conservateur de la circonscription ontarienne de Perth-Nord (en) de février à décembre 1874.

## Biographie
Né à Hamilton dans le Haut-Canada, Daly  étudie au Upper Canada College. Il opère ensuite un moulin à grain et publie le Stratford Examiner. Daly exerce aussi le métier de contracteur de route dans le comté de Perth et aussi de voies ferrées à travers le Canada et les États-Unis. De 1848 à 1849, il siège au conseil du district de Huron et en 1850, dans les conseils des comtés de Huron, Perth et Bruce.
En 1854, il siège lors 5e législature de la province du Canada en représentant le comté de Perth. Il se décrit comme réformateur, mais soutenant le parti libéral-conservateur. Réélu en 1857, il est tout de même défait par Michael Hamilton Foley (en) en 1861. Daly revient en politique en 1862 lors d'une élection partielle et est réélu en 1863.
Maire de Stratford de 1869 à 1870, il exerce un second terme de 1878 à 1872. Siégeant à la Chambre des communes du Canada en 1872 jusqu'en 1874, il  continue sa carrière publique en siégeant brièvement à l'Assemblée législative de l'Ontario à partir d'une élection partielle en 1874. Il n'est cependant pas réélu lors de l'élection générale suivante.
Son père, John Daly (en), est le premier maire de la Stratford en Ontario. Son fils, Thomas Mayne Daly, est député de Selkirk et ministre conservateur fédéral, ainsi que maire de Brandon.